# Stasimopus umtaticus
Stasimopus umtaticus là một loài nhện trong họ Ctenizidae. S. umtaticus được miêu tả năm 1903 bởi William Frederick Purcell.